# Nóvoie Khmelévoie
Nóvoie Khmelévoie (en rus: Новое Хмелевое) és un poble de l'óblast de Tambov, a Rússia, segons el cens del 2010 tenia 348 habitants.